# Borås
För andra betydelser, se Borås (olika betydelser).
Borås (uttal (fil)) är en tätort i Västergötland och centralort i Borås kommun, Västra Götalands län, före detta Älvsborgs län. Borås är Sveriges 16:e största tätort och är den största orten helt belägen i landskapet Västergötland. En staty av stadens grundare, Gustav II Adolf, står på Stora torget.
Borås är Sjuhäradsbygdens största stad. Staden är känd historiskt för sin textilindustri som nådde sin kulmen under 1900-talet. Borås har dessutom gjort sig känt för sina postorderföretag, vilka skulle kunna ses som efterföljare till bygdens tidigare kringresande handelsmän, "knallarna". Borås har därför fått smeknamnen textilstaden och knallestaden.

## Historia

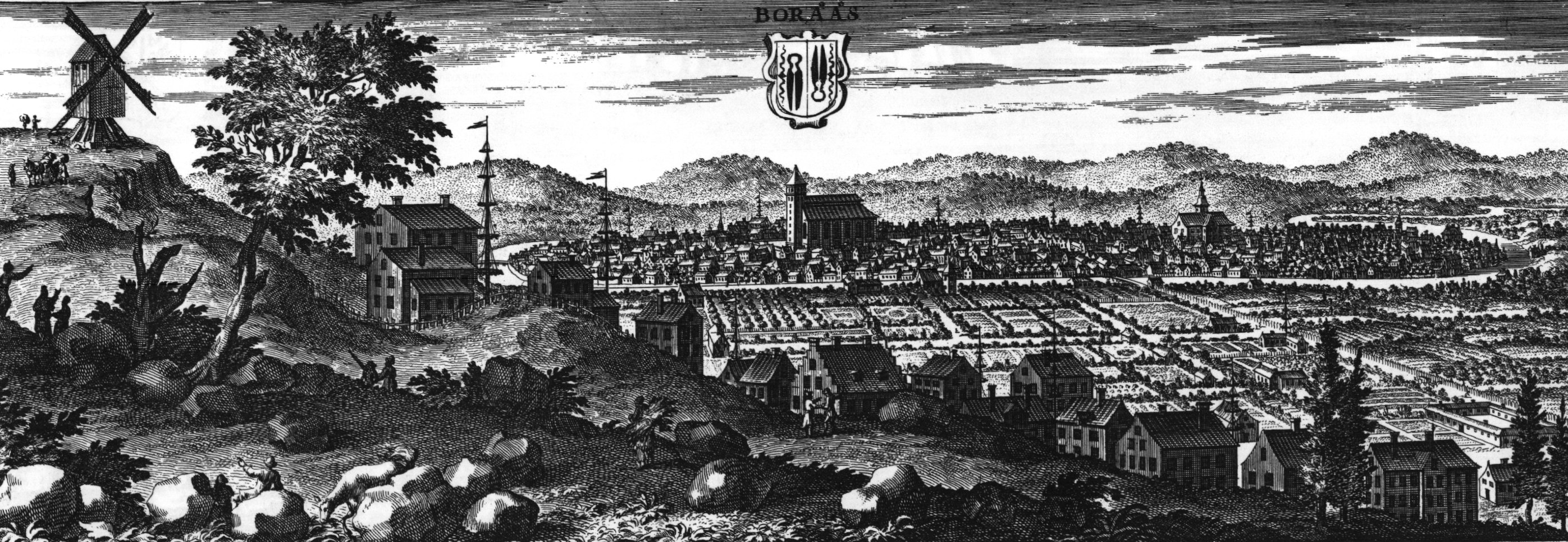
Borås omkring år 1700. Ur Suecia antiqua et hodierna.

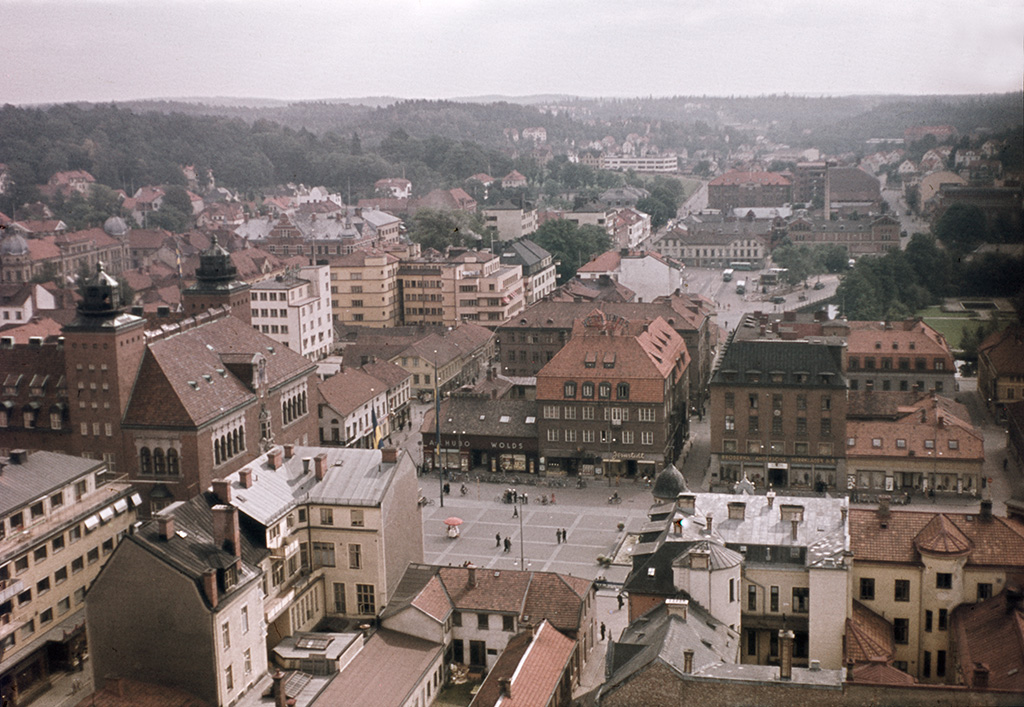
Utsikt från Caroli kyrka, 1944.

### Etymologi
Ortnamnet Borås förmodas ha sin grund i fäbodar som låg på åsen, Fäbodaråsen-Bodaråsen, så småningom Borås. Åsen kallas numera Rya åsar.

### Stadens grundande
Staden grundades av kung Gustav II Adolf år 1621. Syftet var primärt att legalisera en riksomfattande gårdfarihandel så att Kronan skulle få skatteintäkter från de så kallade knallarnas försäljning. De sålde nämligen varor som inte hade förtullats någonstans, vilket retade såväl städernas köpmansgillen som Kronan. Detta hade pågått sedan 1500-talet då traktens bönder drygade ut sin försörjning vintertid genom att sälja sitt eget hantverk, smide och träslöjd. Med tiden blev de alltmer handelsmän som köpte och sålde varor. De utvecklade också ett eget hemligt språk, så kallad månsing, med ord som än idag lever kvar i svenskan. En annan viktig orsak till att Borås grundades var militär. I väster hade Sverige ännu endast tillgång till havet genom en smal korridor vid Göta älvs mynning med Gamla Älvsborgs fästning som lås (från mitten av århundradet med Nya Älvsborg som försvarsfäste). I övrigt var hela det nuvarande Sveriges västra del danskt. Göteborg grundades samma år som Borås, men behövde understöd. Älvsborgs regemente sattes därför upp 1624 i Västergötland med bas i Sjuhäradsbygden. Detta infanteriförband, kallat I 15, underhölls därefter i över 350 år fram till 1998, från 1914 i Borås. 
Våren 1620 skickade bygden ett par representanter till kungen för att klaga på hur knallarna behandlades av kringliggande städer och för att få möjlighet att bedriva handel. Kungen uppmanade dem då att antingen upphöra med sin handel eller grunda en ny stad. En ny stad grundades runt sockenkyrkan i Torpa, en medeltida kyrka som stod på den plats där Carolikyrkan står idag. Vid midsommartid 1620 reste återigen sändebud till kungen för att utverka stadsprivilegier. Då kungen var på friarfärd i Tyskland fick traktens gårdfarihandlare giltiga, om än provisoriska, stadsprivilegier den 29 juni 1621. Dessa privilegier bevittnades sedan av kungen den 25 maj 1622. År 1624 utvidgades privilegierna och boråsarna fick rätt att driva handel var de ville bara de hade förtullat varorna i Borås.
Den nya staden utstakades av Nils Göransson Stiernsköld.

### Historisk utveckling
Borås har härjats av fyra stadsbränder: 1681, 1727, 1822 och 1827. Caroli kyrka invigdes 1669 och är den äldsta byggnaden i Borås. Den har överlevt alla bränder, om än skadats och reparerats.
Staden fick från början en stark utveckling och nådde över 2 000 invånare redan före 1700-talets mitt. Förutom gårdfarihandel med textilier blev handel med smidesvaror om saxar, spikar, hästskor, synålar och liknande viktiga näringar. Under 1700-talets andra hälft försämrades förutsättningarna; allmogen började söka sig förbi Borås, och staden fick konkurrens från Ulricehamn. Monopolställningen upphörde, och trots viss manufakturverksamhet, bland annat färgerier, gick Borås in i en period av långsammare utveckling under 1700-talets senare del.

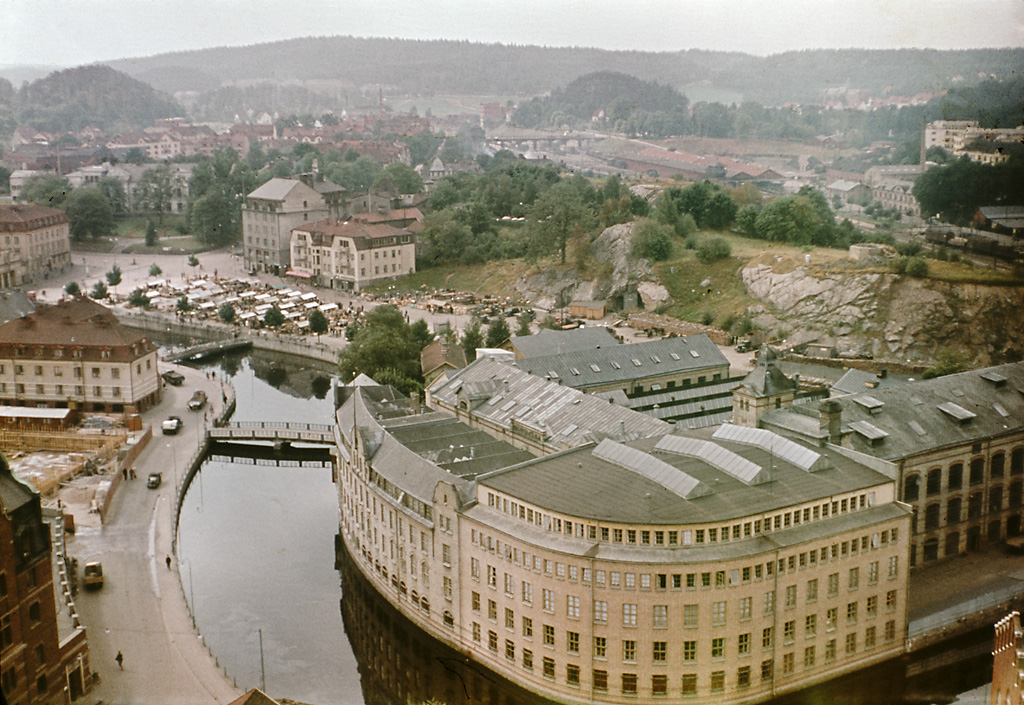
Svängande längs Viskan, Borås Wäfveris anläggning till höger, ritad av Lars Kellman 1914. Foto taget 1944 från Carolikyrkans torn.

Borås moderna utveckling sköt fart vid mitten av 1800-talet, då flera bomullsfabriker anlades. Ytterligare textilfabriker tillkom kring sekelskiftet och järnvägen innebar också en stark stimulans. Folkmängden ökade från ca 3 000 (1860) till över 15 000 vid sekelskiftet. Borås hörde då till de mest expansiva städerna och avancerade från 32:a plats (1860) till 12:e (1900) i rangordning efter folkmängd.
Den raska utvecklingen fortsatte långt in på 1900-talet och Borås nådde en niondeplats 1950. Borås har varit en av rikets främsta textilstäder och staden drabbades hårt när den så kallade tekokrisen slog till på 1970- och 1980-talen i Sverige. Under efterkrigstiden har dock industrins betydelse avtagit, samtidigt som Borås ensidiga inriktning mot textilnäringen växlats mot en mer blandad industristruktur. Borås har alltmer kommit att präglas av sin funktion som centralort för sitt omland, och befolkningsökningen har varit jämförelsevis blygsam under 1900-talets senare hälft.
1978 inträffade en storbrand där 20 människor omkom, se: Branden på stadshotellet i Borås.
Bostadsområdet Hässleholmen klassades 2008 av regeringen som ett utanförskapsområde och av polisen tillsammans med Hulta 2015 som ett riskområde och 2017 och 2019 som ett särskilt utsatt område. Området Norrby klassades även det 2017 och 2019 som ett särskilt utsatt område.
År 2016 uppskattade polisen att det fanns cirka 100 anhängare av terrororganisationen Islamiska staten i staden.

### Militärstaden
Genom 1901 års härordning beslutades att indelningsverket skulle avskaffas och istället införa värnplikt. Vidare så beslutades att armén med dess regementen skulle förläggas till kaserner, från att tidigare varit var förlagda till olika mötesplatser. För Älvsborgs regemente beslutades att regementet skulle förläggas till ett nyuppfört kasernetablissement i Borås. Kasernetablissementet uppfördes efter kasernbyggnadsnämndens första serie typritningar för infanteriet. Kasernerna tillsammans med kanslihuset inramade en stor kaserngård i klassisk regementsarkitektur signerad Victor Bodin. Totalt uppfördes drygt 130 byggnader inom kasernområdet. Genom försvarsbeslutet 1996 beslutades att garnisonen med dess förband skulle upplösas. Älvsborgsbrigaden upplöstes den 31 december 1997. Älvsborgs regemente med försvarsstaben för Älvsborgs försvarsområde upplöstes den 30 juni 1998. Det som en vidare konsekvens av den läns sammanslagning som gjordes genom bildandet av Västra Götalands län.
Efter att brigaden och regementet hade avvecklats 1998, kvarstod Älvsborgsgruppen inom kasernetablissement. Genom försvarsbeslutet 2004 kom Älvsborgsgruppen sammanslås den 1 juli 2005 med Göteborgsgruppen, vilka antog det nya namnet Elfsborgsgruppen vilka lokaliserades till Göteborgs garnison på Käringberget i Västra Frölunda. Från att Älvsborgsgruppen avvecklats, kvarstod Försvarsmakten från 2006 som hyresgäst till en mindre lokal inne på kasernetablissementet. Lokal användes som truppserviceförråd och expedition för Älvsborgs hemvärnsbataljon. Hyresvärden sade upp Försvarsmaktens hyreskontrakt 2010 och efter 96 år lämnade Försvarsmakten regementsområdet på Göta för gott. Älvsborgs hemvärnsbataljon flyttade till nya lokaler i Borås. Efter att den militära närvaron försvunnit från området har civila företag successivt flyttat in på gamla regementsområdet där Borås kommun har byggt en företagspark kombinerat med bostäder, som passande nog fått namnet "Regementet".

### Administrativa tillhörigheter
Borås var en ort i Torpa socken och utbröts därur 1622 och bildade Borås stad. Staden ombildades vid kommunreformen 1862 till en stadskommun och bebyggelsen låg därefter i denna kommun med en del i Torpa socken/landskommun. 1922 uppgick Torpa socken/landskommun i Borås stad och Borås bebyggelse utgjorde därefter en mindre del av stadskommunens yta. 1971 uppgick Borås stad i Borås kommun och orten är sedan dess centralort i kommunen.
Borås hörde före 1622 och i delar i tiden före 1911 till Torpa församling. Från 1622 hörde orten till Borås församling som 1939 delades i Borås Caroli församling och Borås Gustav Adolfs församling. En mindre del av orten tillhör numera Brämhults församling
Orten ingick till 1971 i domkretsen för Borås rådhusrätt och ingår sedan 1971 i Borås domkrets.

### Befolkningsutveckling
| Befolkningsutvecklingen i Borås 1960–2020 | Befolkningsutvecklingen i Borås 1960–2020 | Befolkningsutvecklingen i Borås 1960–2020 | Befolkningsutvecklingen i Borås 1960–2020 | Befolkningsutvecklingen i Borås 1960–2020 |
| --- | ----------------------------------------- | ----------------------------------------- | ----------------------------------------- | ----------------------------------------- |
| |                                           |                                           |                                           |                                           |
| År |                                           |                                           | Folkmängd                                 | Areal (ha)                                |
| 1960 | 1960                                      |                                           | 64 334                                    |                                           |
| 1965 | 1965                                      |                                           | 69 913                                    |                                           |
| 1970 | 1970                                      |                                           | 73 344                                    |                                           |
| 1975 | 1975                                      |                                           | 67 537                                    |                                           |
| 1980 | 1980                                      |                                           | 63 271                                    |                                           |
| 1990 | 1990                                      |                                           | 59 709                                    | 2 910                                     |
| 1995 | 1995                                      |                                           | 60 790                                    | 2 943                                     |
| 2000 | 2000                                      |                                           | 61 935                                    | 2 950                                     |
| 2005 | 2005                                      |                                           | 63 441                                    | 2 961                                     |
| 2010 | 2010                                      |                                           | 66 273                                    | 3 140                                     |
| 2015 | 2015                                      |                                           | 71 700                                    | 3 081                                     |
| 2020 | 2020                                      |                                           | 74 042                                    | 2 946                                     |
| Anm.: Sammanvuxen med Brämhult 1965, med Lundaskog och Ryda 1970, med Ekås 1975, med Frufällan och Tosseryd 2015. Frufällan egen tätort från 2018. Eskilsryd hopväxt 2020 |                                           |                                           |                                           |                                           |

## Geografi

### Stadsbild

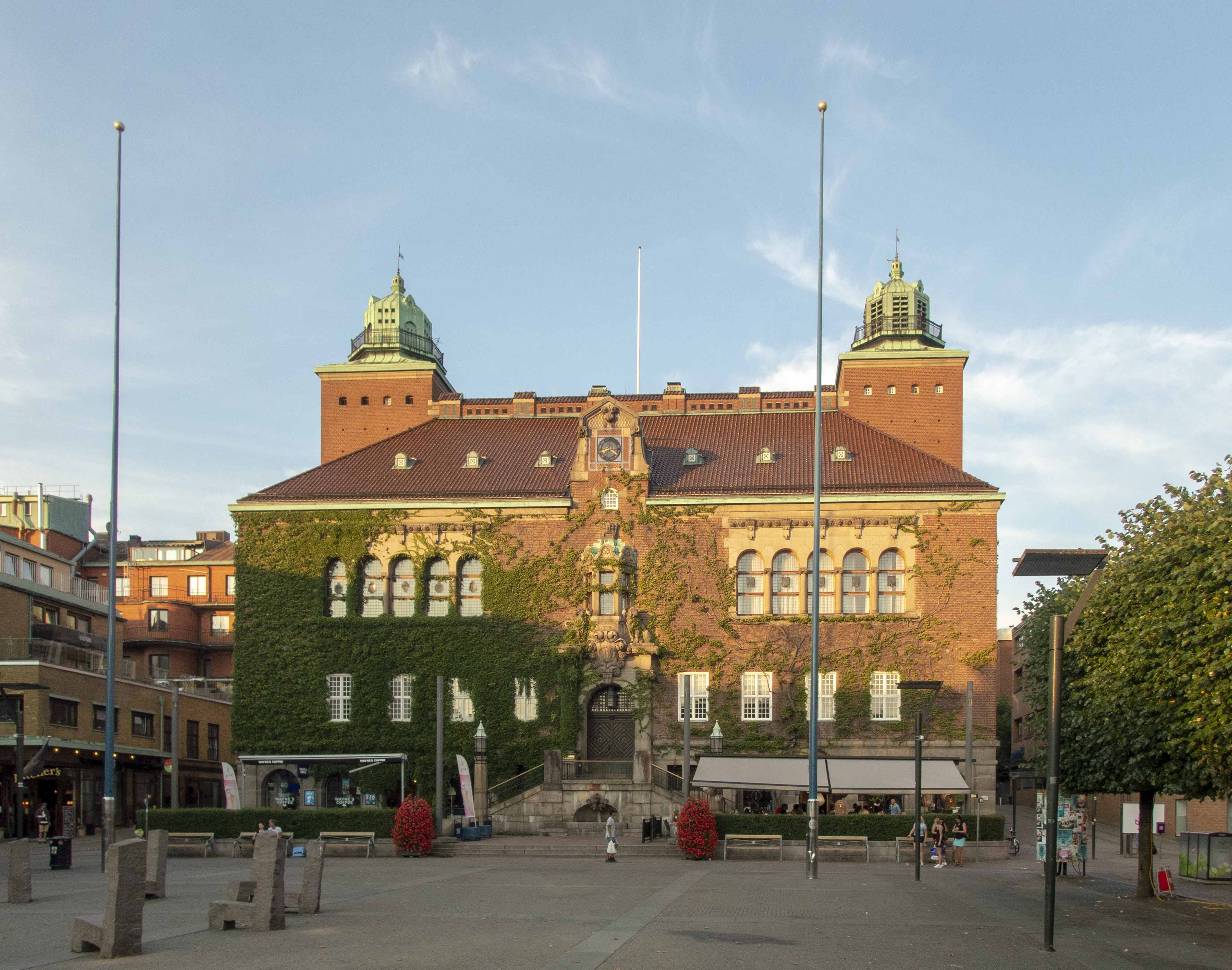
Borås rådhus (1908-1910) ritat av arkitekterna Ivar Tengbom och Ernst Torulf är ett uttryck för den tidens nationalromantiska stil.

#### Stadsdelar
| Centrala staden, 14 500 invånare - City - Lugnet - Norrmalm - Bergdalen - Salängen - Villastaden - Östermalm Västra delarna av staden, 11 000 invånare - Norrby - Parkstaden - Byttorp - Tullen - Hestra - Ekås - Ramnaslätt - Viared - Lundaskog Sydvästra delarna av staden, 9 900 invånare - Göta - Regementet (Det område som tidigare var I15) - Druvefors - Kristineberg - Dammsvedjan - Hedvigsborg | Norra delarna av staden, 8 200 invånare - Alideberg - Almenäs - Knalleland - Lundby - Ryda - Sjöbo - Skogsryd - Tosseryd Sydöstra delarna av staden, 10 700 invånare - Trandared - Hulta - Bergsäter - Brotorp Nordöstra delarna av staden, 10 600 invånare - Hässleholmen - Boda - Svensgärde - Sörmarken - Kyllared - Brämhult - Hyberg |

#### Kyrkor

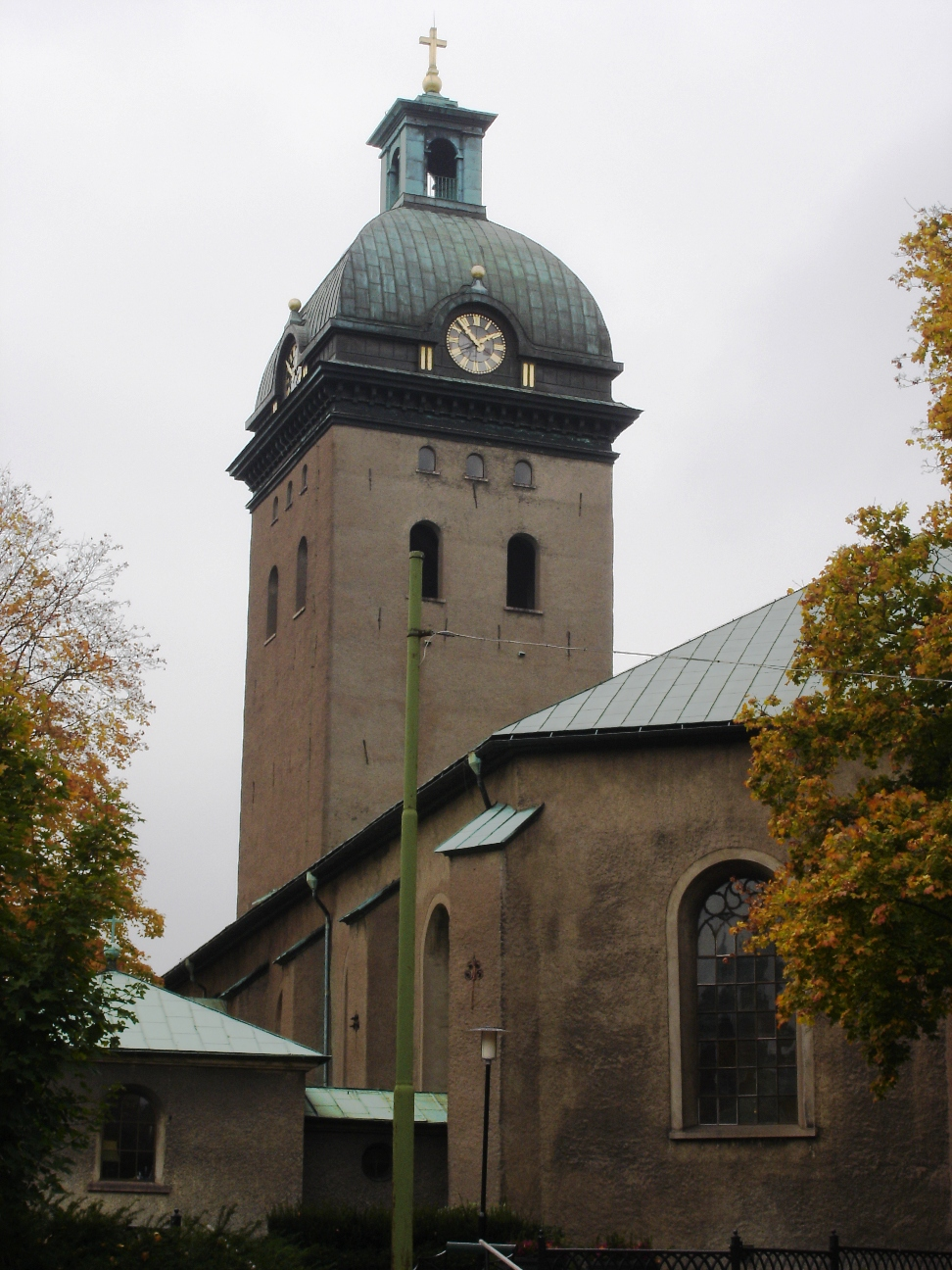
Carolikyrkan i en återhållsam karolinerstil typisk för den protestantiska religiositet som dikterades under karolinska enväldet.

Åtta kyrkobyggnader tillhör idag Svenska kyrkan. Det finns även ett flertal frikyrkor.
Kyrkor i urval:
- Brämhults kyrka
- Carolikyrkan (centrum)
- Gustav Adolfs kyrka (centrum/Norrmalm)
- Hässleholmens kyrka
- Immanuelskyrkan
- Korskyrkan i Borås (Norrby)
- Ramnakyrkan
- Sjöbokyrkan

#### Moské
- Borås moské invigdes i juli 2008 och är en avknoppning från Bellevuemoskén i Göteborg. Den har sin verksamhet i kommunägda lokaler i stadsdelen Norrby.[17][18]

### Parker och friluftsområden
- Almåsparken

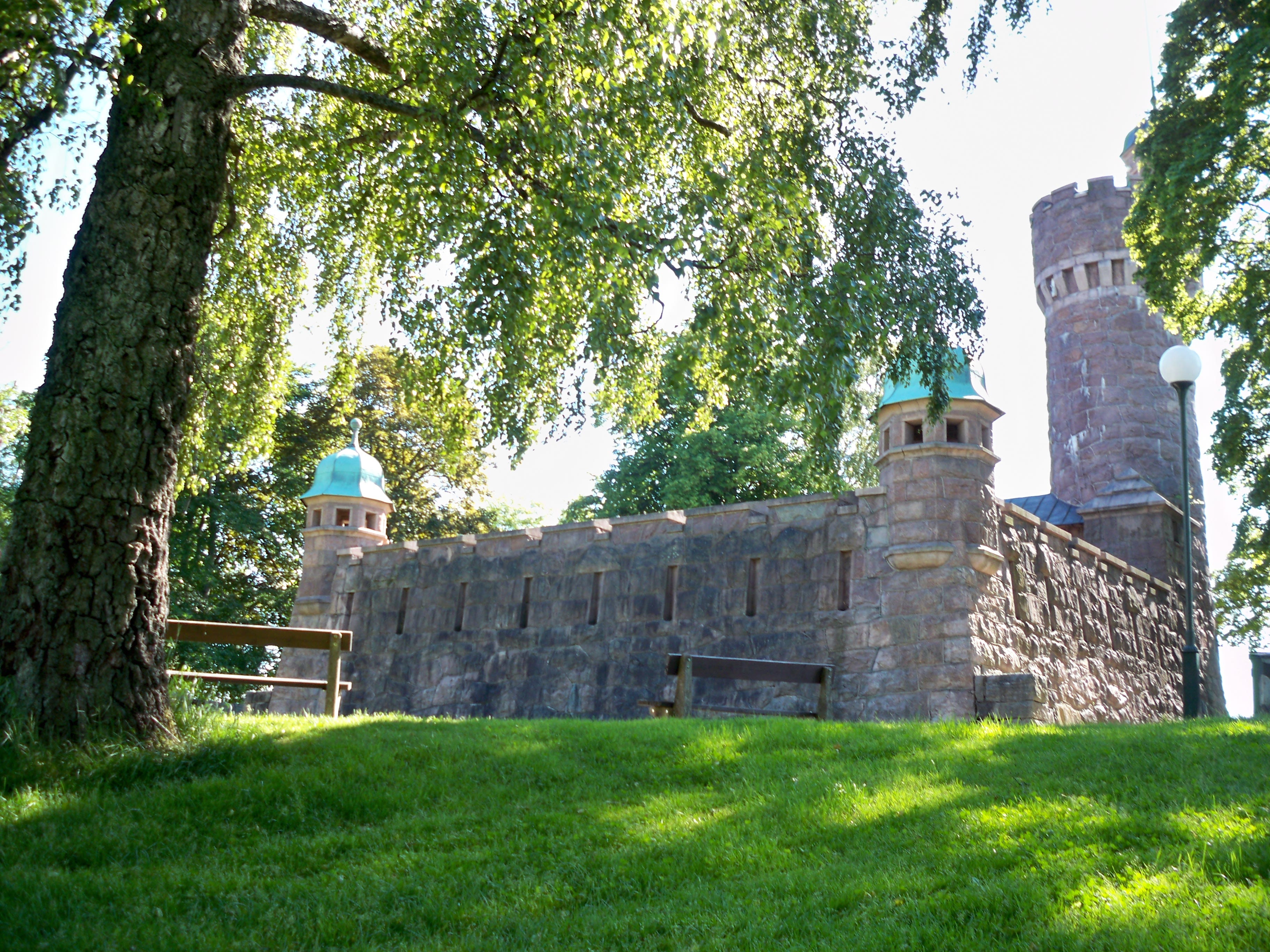
Vattentornet (1900) ritades av Erik Josephson och utfördes i natursten.

- Anna Lindhs park, före detta Bryggareplatsen. Invigd 21 maj 2010 tillsammans med konstnären Carl Fredrik Reuterswärd och hans gåva, utomhusskulpturen Non-Violence, som centralt minnesmärke.
- Borås djurpark
- Kvarnbergsparken
- Majorslunden
- Ramnaparken
- Kypegårdens frilufts- och rekreationsområde
- Kransmossens friluftsgård
- Stadsparken
- Rya åsar
- Almenäs

### Klimat
Borås har ett inlandsklimat med inslag av maritimt klimat. Borås är orten som har näst flest regndagar i Sverige—192 regndagar per år och får normalt 975 mm nederbörd per år.
Medeltemperaturen i juli är som högst 20 °C och som lägst 10 °C, medeltemperaturen i januari är som högst -1 °C och som lägst -6 °C.
Värmerekordet ligger på 36,0 °C och uppmättes 1 juli 1901.
Köldrekordet ligger på -34,1 °C och uppmättes 9 februari 1966.

## Ekonomi

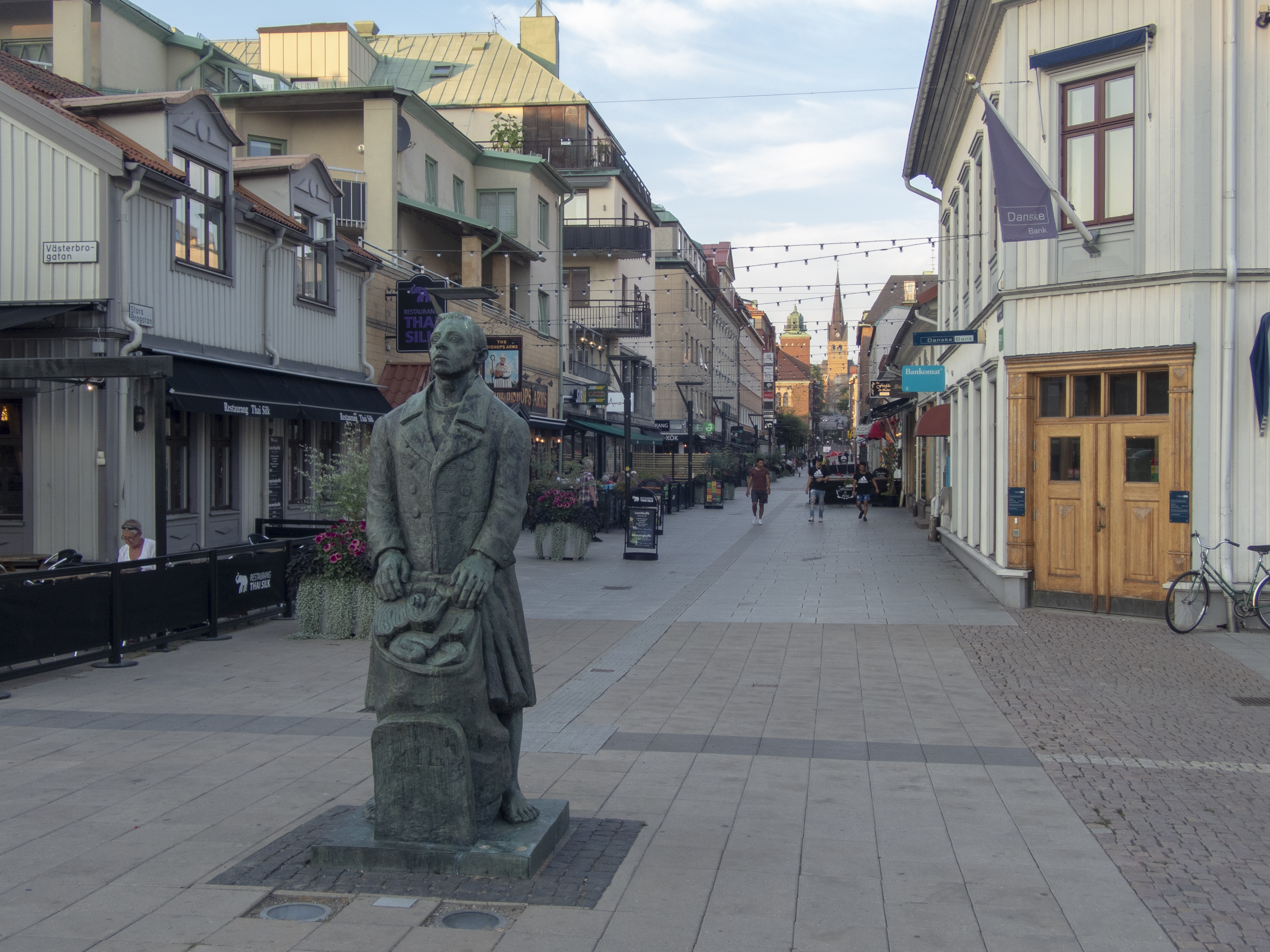
Stora Brogatan med Arvid Knöppels skulptur av Knallen.

Affärer i centrum består av små butiker medan de större finns i ett köpcentrum kallat Knalleland. I de västra delarna av staden, intill Riksväg 40, finns även i Lundaskog.

### Textil- och postorderstaden
Borås har länge varit känt för sin textil- och klädvaruindustri. Även om mycket kläder numera importeras till Sverige, så finns branschen fortfarande representerad på orten genom formgivning och försäljningsföretag.
Nyare Boråsföretag inom postorder är Hobbex (1961) och NetOnNet (1999). Men ett av de första postorderföretagen i Borås grundades av Marks J Emanuelsson redan 1909. Under efterkrigstiden växte Borås mycket snabbt då det rådde stark tillväxt inom textilbranschen med Algots som flaggskepp. Under samma tid växte nya postorderföretag som Rowells (1945), Ellos (1947), Haléns (1949) och Josefssons (1956) fram och kom att utkonkurrera de anrika Wiskadals och Allmänco. Ur postorderverksamheten har en stor e-handelsverksamhet utvecklats sedan 1900-talet. Borås utgör numera ett e-handelscentrum inom framför allt textilindustri.
Under 1970-talets kris inom textilindustrin lades många företag ner, bland dem Algots. De företag inom branschen som i dag finns kvar har i hög utsträckning flyttat produktionen utomlands. Gina Tricot har sitt huvudkontor i Borås och var Nordens mest expansiva modekedja under 2000-talets första decennium med inriktning på egendesignade kollektioner. I staden finns sedan många år Textilhögskolan.

### Industri och sysselsättning
682 nya företag startade under 2010. Totalt finns 11 445 företag i Borås.

### Bankväsende
Sparbanken i Borås bildades år 1831. Den ombildades till ett bankaktiebolag 1995, tog över tidigare Föreningsbanken i området år 1997 och har sedermera tagit namnet Sparbanken Sjuhärad.
Örebro Privatbank etablerade ett avdelningskontor i Borås år 1848. Vidare etablerades en filialbank på 1850-talet. År 1865 grundades Borås enskilda bank som några år senare tog över filialbanken. Det ledde också till att Örebrobanken så småningom drog in sitt kontor. Göteborgs enskilda bank etablerade sig i Borås 1870, men drog senare in sitt kontor. Göteborgs handelsbank etablerade ett kontor i Borås år 1897. Under 1900-talets första decennium tillkom ett kontor för Sydsvenska kreditaktiebolaget, som drogs in efter några år. Borås enskilda bank övertogs år 1917 av Bankaktiebolaget Södra Sverige, som senare blev Svenska Handelsbanken. En ny lokal affärsbank, Borås bank, grundades redan 1918. Den uppgick i Skandinaviska banken år 1942. I augusti 1949 övertogs Göteborgs handelsbanks kontor på orten av Jordbrukarbanken.

## Kommunikationer

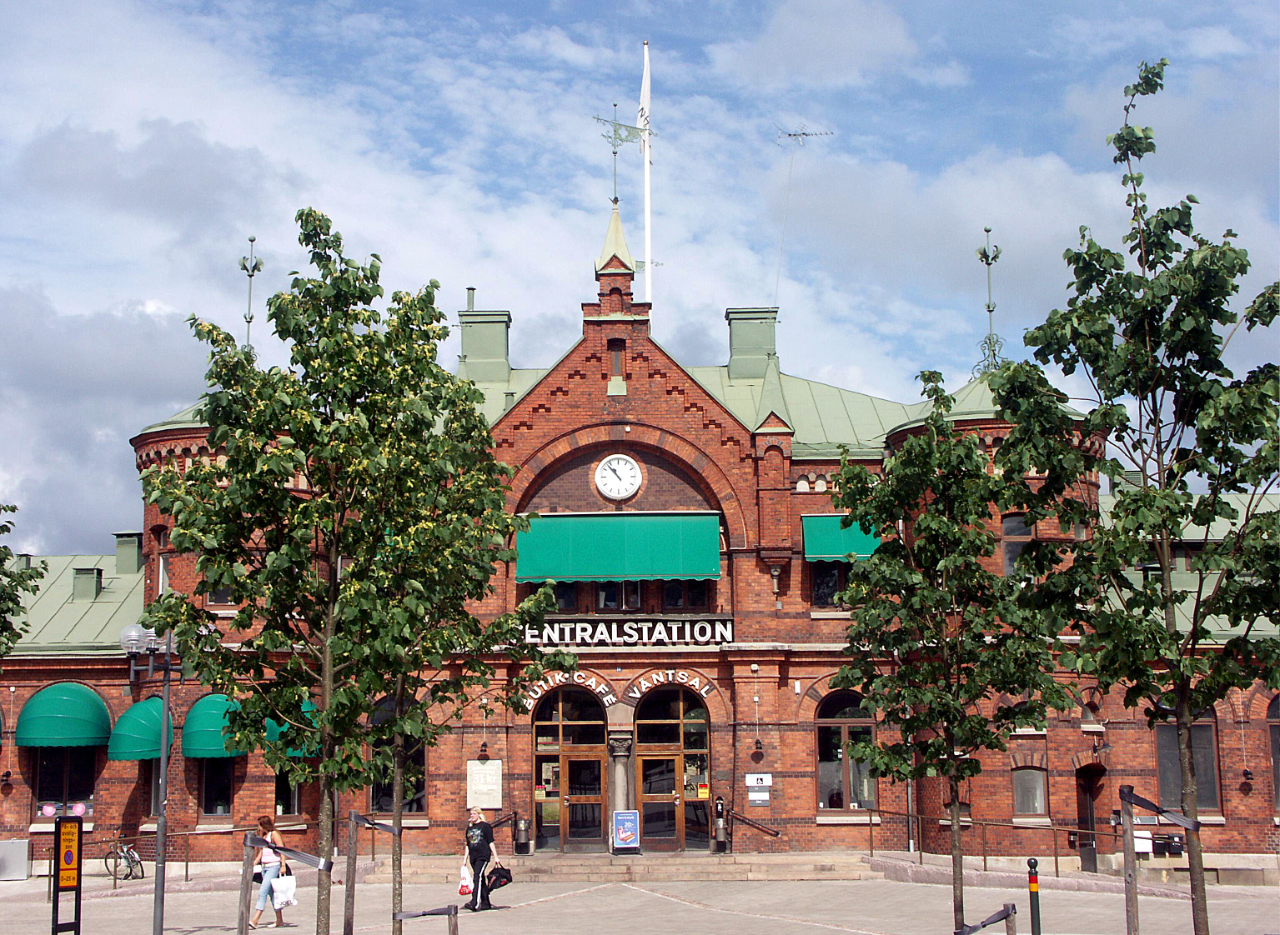
Huvudingången till byggnadsminnet Borås centralstation (1894).

### Kollektivtrafik

#### Järnväg
Genom sitt läge i Västergötlands skogsbygder, med närhet till såväl Göteborg och Jönköping som till Varberg, har Borås sedan 1800-talets senare hälft varit något av en knutpunkt. Järnvägstrafiken till staden är fortfarande omfattande både på gods- och passagerarsidan med järnvägar mot Göteborg, Herrljunga, Varberg samt Alvesta och Kalmar. Järnvägstrafik bedrivs på Älvsborgsbanan, Kust till kust-banan och Viskadalsbanan. Tidigare fanns även järnväg mot Svenljunga, samt mot Ulricehamn och Jönköping. Staden har en stor terminal för timmertransport på järnväg. 
Persontrafiken mellan Borås och Herrljunga/Vänersborg/Uddevalla, samt trafiken mellan Borås och Varberg och mellan Borås och Göteborg, sköts av Västtrafik. DSB First Väst ansvarade för trafikeringen, på uppdrag av Västtrafik, men sedan DSB First Väst på grund av bristande lönsamhet och hotande konkurs drog sig ur 2012 ansvarar SJ Götalandståg för trafiken. SJ kör också egen trafik genom staden, man kör 3 dubbelturer sedan 11 december 2011, mellan Borås och Kalmar (tågen går mellan Göteborg och Kalmar), samt 2 dubbelturer mellan Borås och Växjö (dessa tåg fortsätter ej till Kalmar). Denna trafik körs med lokdragna regionaltåg.

#### Flyg
Närmaste flygplats med reguljär flygtrafik är Landvetter.
Borås flygplats ligger vid industriområdet i Viared och används bland annat av taxiflyg och räddningstjänsten samt de lokala flygklubbarna.

#### Buss
Borås är centrum för de allra flesta busslinjer i Sjuhärad, här finns två större knutpunkter: Södra Torget och Borås Resecentrum. Stadstrafik bedrivs av Västtrafik och kör åt dem gör Nobina. Linje 1-9 är stadstrafik, 40-49 trafikerar de yttersta förorterna till landsbygd och det finns många regionala linjer som trafikerar staden, den mest kända är linje 100 Göteborg-Borås längs riksväg 27/40. Pendlare mellan Borås och Göteborg kan sedan 2010 åka dubbeldäckare var tionde minut under högtrafik.
Det har även talats om spårvagnar i staden. Spårvagnarna skulle, om de blev verklighet, gå på dagens linje 1. 
Linje 1 är Borås populäraste stadsbusslinje, och i rusningstid (morgon och eftermiddags trafik) kan det vara svårt och få en sittplats på bussarna. Linjen körs med boggibussar av typen MAN och ledbussar.

### Riksvägar
Riksväg 40 mellan Västervik och Göteborg genomkorsar staden. Trafikplatserna i ordning väst-öst är: Nabbamotet, Viaredsmotet, Tullamotet, Brodalsmotet, Annelundsmotet (en av Västsveriges mest trafikerade platser), Hultamotet, Brämhultsmotet, Kyllaredsmotet, Dalsjöforsmotet och Rångedalamotet. Riksväg 27 mot Karlskrona viker av här, efter att ha gått gemensamt med riksväg 40 från Göteborg. Riksväg 41 mot Varberg går genom södra Borås och Riksväg 42 går mot Trollhättan/Vänersborg genom Knalleland och förbi Sjöbo. Innan 2014 var man tvungen att köra igenom stadsdelen Sjöbo om man skulle färdas norrut på riksväg 42. Från Borås till Alingsås går länsväg 180 och till Herrljunga går länsväg 183.
Den absolut viktigaste transportleden inom Borås förutom Riksväg 40 är Söderleden-Arlagatan-Kungsgatan (Kungsleden i folkmun), som genomkorsar staden i nord-sydlig riktning. Delen söder om Riksväg 40 heter Söderleden, här går Riksväg 41 mot Varberg och Riksväg 27 mot Karlskrona. Vägen är en 2+2 väg med mitträcke och slutar där Riksväg 27 viker av. Ovanför Riksväg 40 heter vägen Arlagatan-Kungsgatan (Riksväg 42). Det är en 2+2 väg som går rakt igenom Centrum med trafikljusreglerade korsningar. Vägen avslutas med en tvåfilig cirkulationsplats där Riksväg 42 går samman med Norrbyleden mot Knalleland. Kör man rakt fram i rondellen från Centrum kommer man in på den nya Bäckeskogsleden som är den nyaste delen av Länsväg 180 mot Alingsås. Riksväg 42 går rakt igenom Knalleland och korsar Skaraborgsvägen och Ålgårdsvägen mot Borås Arena i en tvåfilig rondell. Riksväg 42 går vidare förbi stadsdelen Sjöbo via den nya länken av riksväg 42, kallad ”förbifart Sjöbo” och följer Öresjös östra strand mot Fristad. Norrbyleden (Gamla Göteborgsvägen) går från Tullamotet till Knalleland, mest trafik kommer över Centralbron från Brodalsmotet.

## Utbildning

### Gymnasieskolor
Borås gymnasieskolors elevunderlag är i huvudsak elever från Borås men har elever från hela Sjuhäradsbygden.
| - Borås Praktiska Gymnasium - Sven Eriksonsgymnasiet Tekniska Elementarskolan i Borås öppnade år 1856 som det andra tekniska läroverket i Sverige efter Malmö (1853). Skolan heter idag Sven Eriksonsgymnasiet, men kallas vanligtvis enbart för Teknis. - Bäckängsgymnasiet - Viskastrandsgymnasiet - Almåsgymnasiet | - Tullengymnasiet - Bergslenagymnasiet - Drottning Blankas Gymnasieskola - Ljud och Bildskolan - Realgymnasiet |

### Högskolor

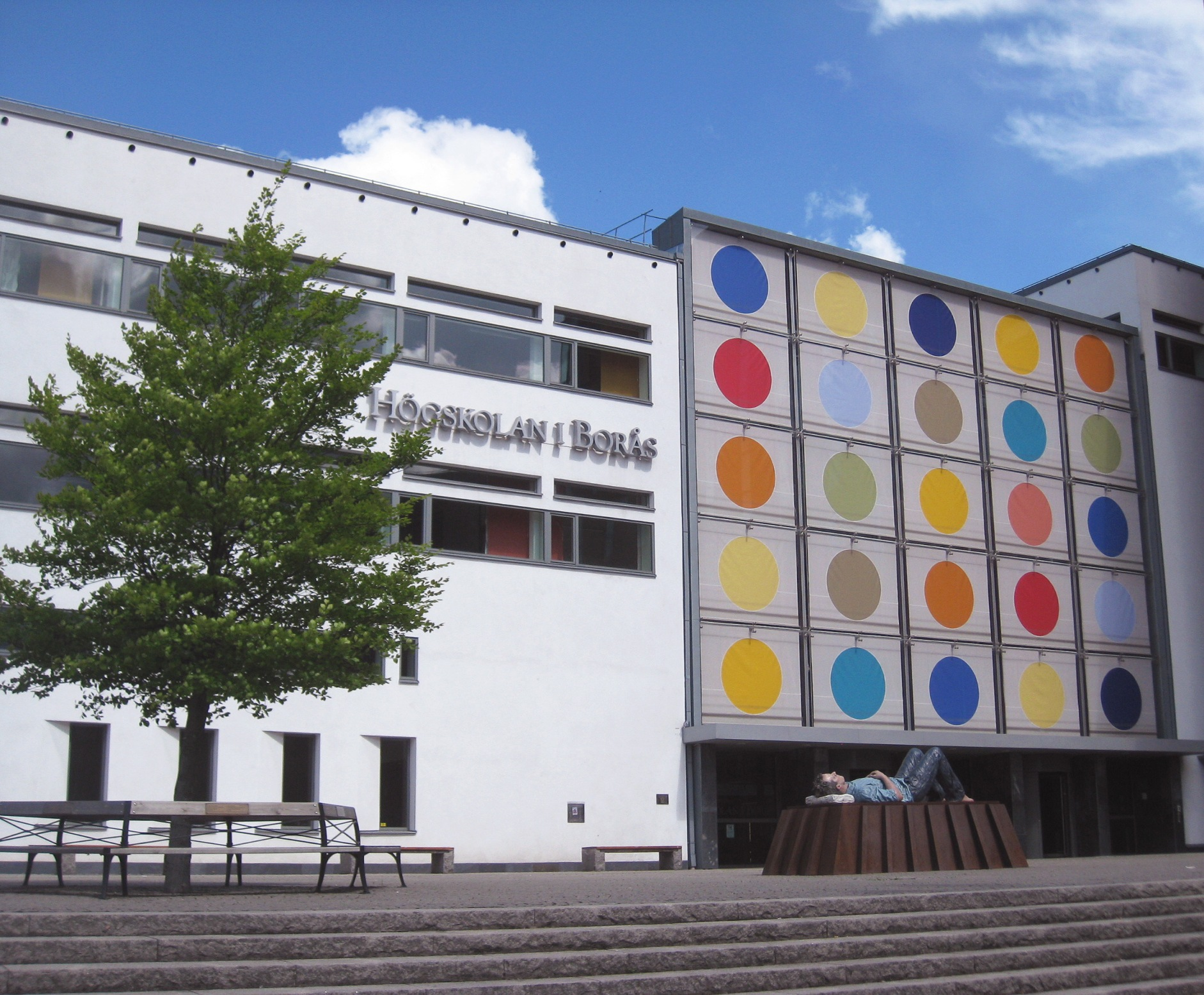
Bibliotek & läranderesursers byggnad i Allégatans norra ände. Den målade bronsskulpturen Catafalque (2003) av den brittiske skulptören Sean Henry i förgrunden. Eva Stephensson-Möller har utformat väggen med de stora färggranna fläckarna som släpper in lite sol i entrén.

- Högskolan i Borås har cirka 17 000 studenter från hela landet. Hit hör bland annat:
  - Bibliotekshögskolan
  - Textilhögskolan

### Yrkeshögskola
- Borås Yrkeshögskola

### Folkhögskolor
- Borås folkhögskola
- Fristads folkhögskola

### Övriga skolor och ungdomsrådet
Borås kulturskola har drygt 2 000 elever på skol- och eftermiddagstid. Undervisning sker i bild, cirkus, dans, drama, musik, ordet och textil. Bland elever som undervisats i musik märks kompositören B. Tommy Andersson, operasångaren Klas Hedlund, cellisten Jesper Svedberg och världsmästaren på nyckelharpa Anna-Kristina Widell.

#### Grundskolor
Borås äldsta grundskola som alltjämt är i bruk är Daltorpskolan belägen i utkanten av centrum på Druvefors. Daltorp grundades 1916 och är även stadens största högstadieskola med cirka 520 elever. Skolans nationalromantiska huvudbyggnad är ett välkänt landmärke beläget på en kulle i Borås södra infart. Bland notabla före detta elever från Daltorpskolan kan nämnas Helge Skoog, Ewa Roos, Christer Björkman, Johan Sjöberg och Arber Zeneli. Bland det som Daltorpskolan är känt för i modern tid är att man erbjuder sina elever att utöver sin garanterade tid även välja bland olika profiler som internationell-, dans-, matlagnings-, pop och rock-, IKT- (programmering och datorer), fotbolls- och estetisk profil med flera.
 Fotbollsprofilen genomförs i samarbete med IF Elfsborg.
Daltorpskolan har även sedan flera år etablerat sig som stadens populäraste skola med flest antal förstahandssökande av samtliga Borås skolor.

##### Friskolor inom grundskolan
Bland friskolorna på grundskolenivå märks de tre största:
- Engelska skolan
- Kunskapsskolan
- Malmen Montessori startade 1964 och har drygt 450 elever.

Borås Stads Ungdomsråd bildades 2004 efter beslut av kommunfullmäktige i Borås. Ungdomsrådet är en kommunal organisation som lyder under stadskansliet. Tack vare ungdomsrådet och Boråspaletten, kommunens strategimodell för barn och ungas inflytande i kommunen, blev Borås 2010 utnämnd "Årets ungdomskommun 2010".

## Kultur och samhällsliv

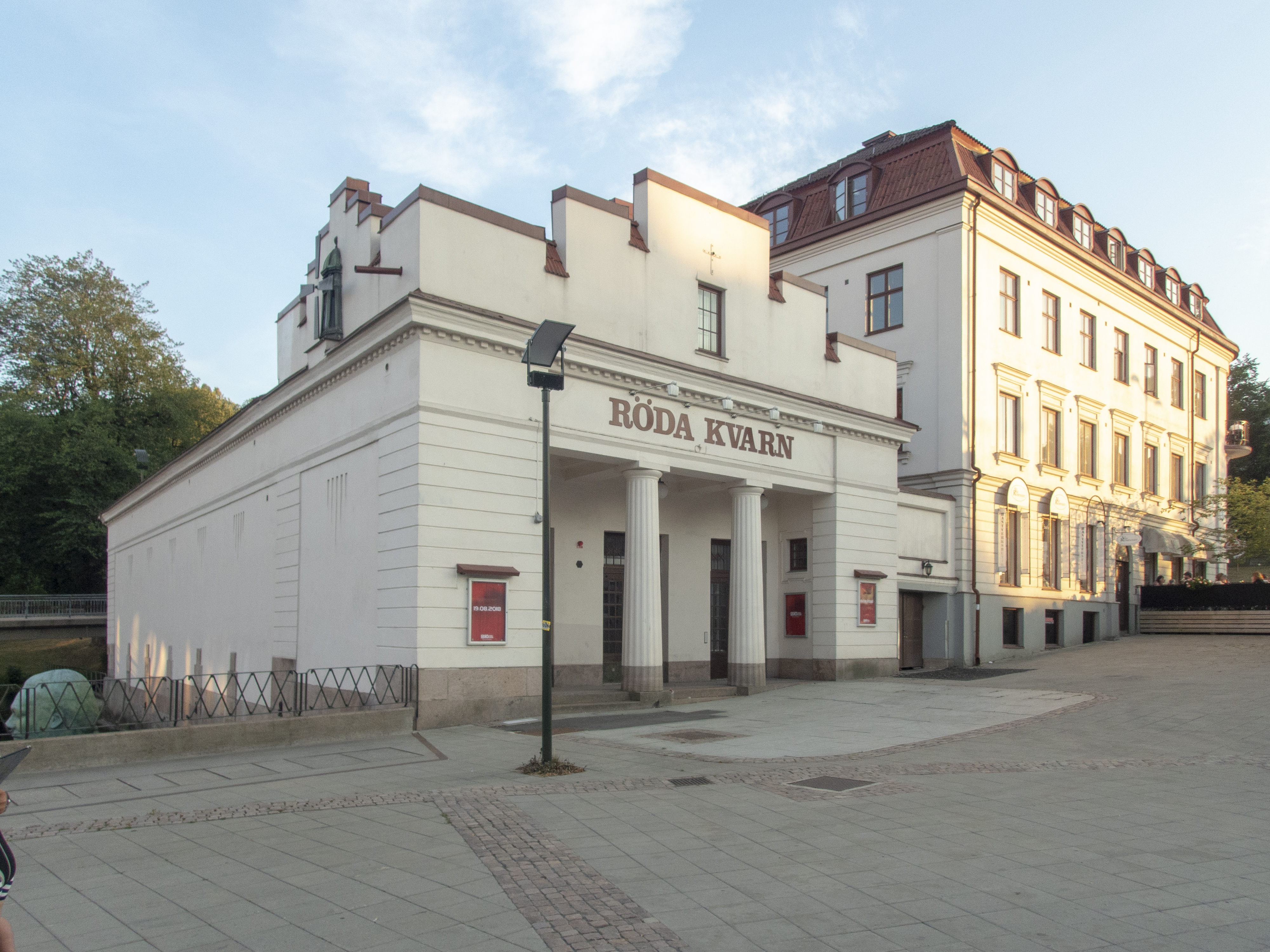
Röda Kvarn

Kulturhuset i Borås invigdes i december 1975 och renoverades 2010–11. Vid sidan av stadens huvudbibliotek hyser byggnaden lokaler i flera plan åt Borås konstmuseum liksom två scener åt Borås Stadsteater.
Regionteater Väst, som turnerar med scenkonst för barn och unga i hela Västra Götalands län med dess 49 kommuner, har ett produktionshus för dans på Bryggaregatan 10 i Borås.
Kulturföreningen Tåget är en konstnärligt mångsidig förening som varit verksam i närmare tre decennier (år 2011) vid sidan av all utbildning och allt professionellt kulturarbete.
Biografen Röda Kvarn på Västerbrogatan 13 är den enda bevarade av stadens tidigaste biografer. Den är restaurerad till sitt ursprungliga skick med 252 fåtöljer och visar regelbundet kvalitetsfilm i kulturnämndens regi. Stadens enda kvarvarande kommersiella biograf är den Svenska Bio-drivna Biostaden, som ligger vid Stora torget och har åtta salonger.

### Konst

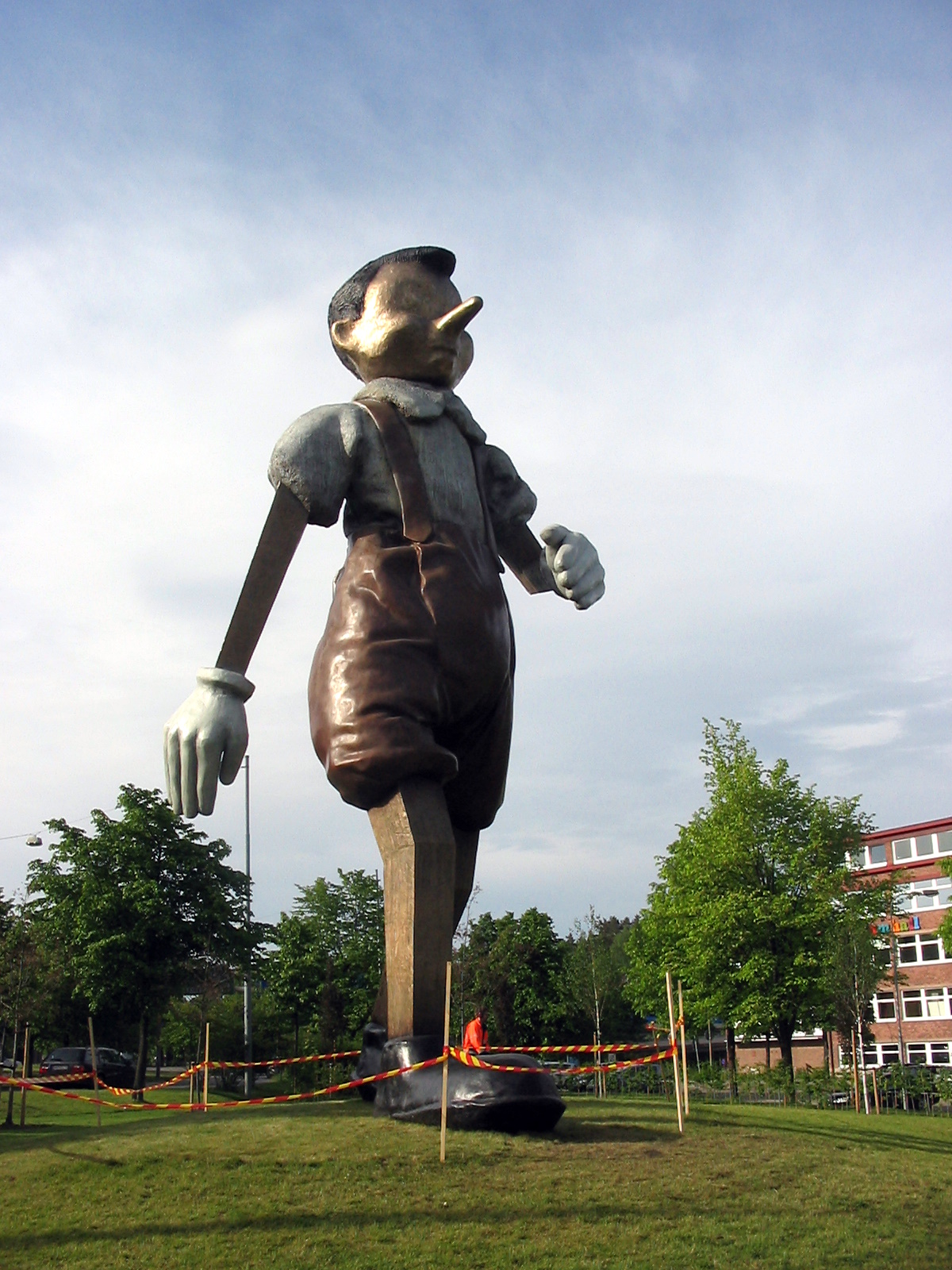
Den nio meter höga och tre ton tunga bronsskulpturen Walking to Borås av Jim Dine i södra ändan av Allégatan.

Konstnärernas Verkstäder och Galleri vid Ålgården inrättades vid millennieskiftet men drivs av en ideell förening som startade redan 1973. Galleriet arrangerar 3-4 utställningar per termin av såväl gästande svenska och internationella konstnärer som föreningens egna medlemmar. Även kursverksamhet bedrivs.
16 maj 2008 öppnades Borås internationella skulpturbiennal första gången, i samband med invigningen av Jim Dines bronsskulptur Walking to Borås. Nya och äldre utomhusskulpturer brukar uppmärksammas under denna återkommande biennal.
Borås Open, Sveriges enda Grand Prix-turnering i estradpoesi, brukar avgöras under tre dagar i mars. Hagströms hink är namnet på en annan liknande poetry slam-tävling som hålls i oktober varje år.
Ett av Borås äldsta offentliga konstverk är Obelisken, som kallas ’’tandpetaren’’, som restes redan 1859.

### Musik
En av Borås främsta framgångar på den internationella musikscenen såväl som på hemmaplan är death metal-bandet Evocation som har turnerat i Europa med band såsom Amon Amarth 2011, Arch Enemy 2011 och Cannibal Corpse 2009. Bandet bildades 1991 och var pionjärer inom den Svenska death metal-scenen. Metalband som bildades under 1990-talet är Lake of Tears, Cemetary och Beseech, de båda sistnämnda inom gothic metal. Även ett heavy metal-band som Crystal Eyes hör hit, liksom det yngre power metal-bandet Zonata.
Franska bönder och trance-gruppen Earthbound kommer från Borås. Ett annat band från mitten av 2000-talets första decennium, fast i en helt annan genre, är indierock- och postrock-bandet Moonlit Sailor.
Konserter och framträdanden kan ske på mindre inomhusscener som Rockborgen, Kulturhuset, Sagateatern, Trägårn, Folkan, Åhaga, Boråshallen med flera, men även på den större Borås Arena. Sommaren 2010 arrangerades musikfestivalen Close to Home.
"Sommartorsdagar" är ett begrepp. Sedan slutet av 1980-talet har kända artister uppträtt på Stora torget på just torsdagskvällar. Detta brukar skapa en folktät och festlig stämning i stadskärnan.

### Museer

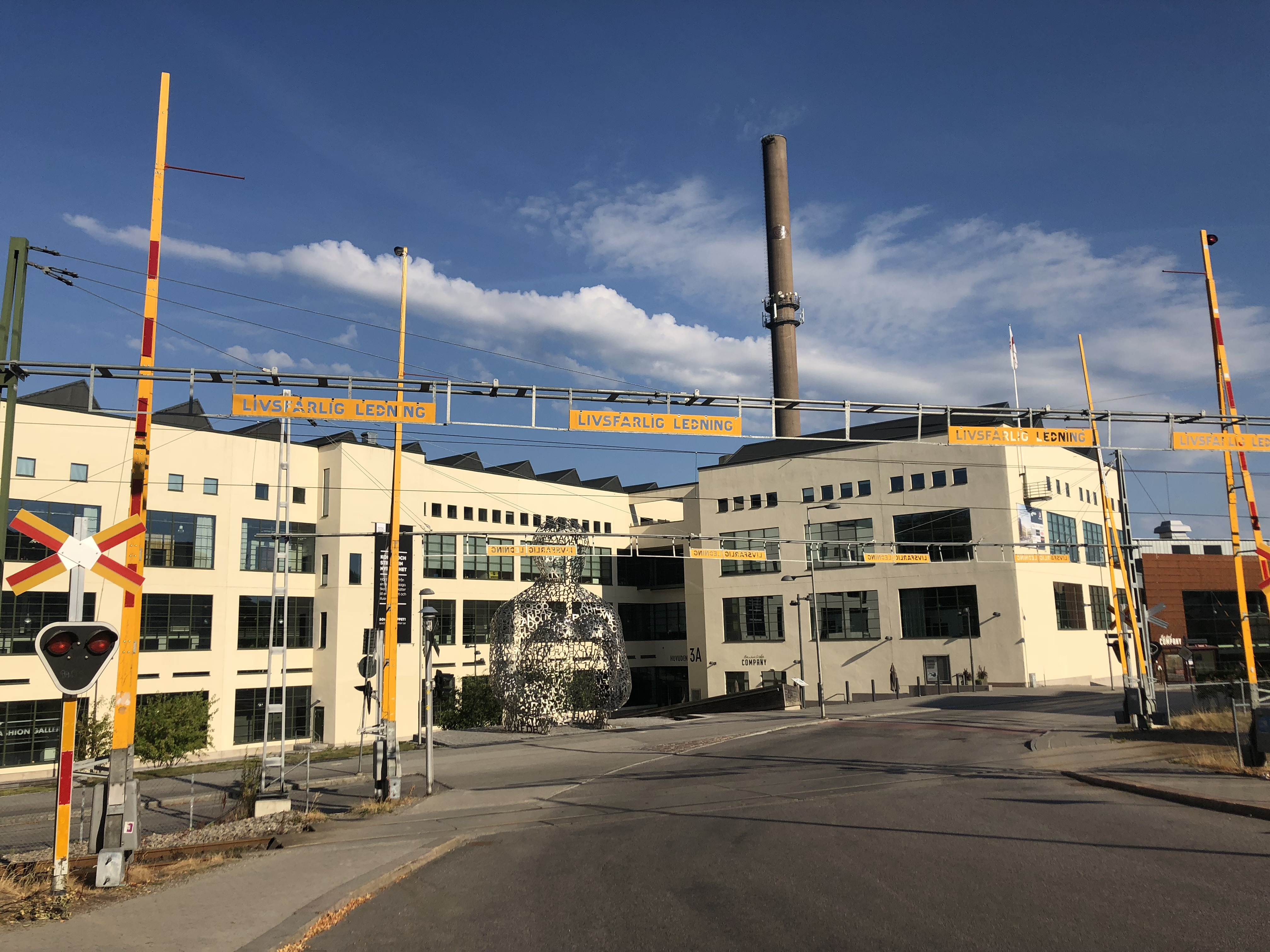
Textilmuseet

- Abecita konstmuseum
- Borås Brandkårsmuseum
- Borås idrottsmuseum
- Borås konstmuseum
- Borås museum
- Immigrant-institutet
- Textilmuseet
- Viareds museum

## Massmedier

### TV
- SVT Västnytt
- TV4 Borås
- Knallevisionen
- Borås Tidning TV (BTTV)

### Radio
| Frekvens  | Sändningsbeteckning             | Sändarplats |
| --------- | ------------------------------- | ----------- |
| 88,5 MHz  | Sveriges Radio P1               | Borås       |
| 92,5 MHz  | Borås närradio                  | Borås       |
| 93,9 MHz  | Star FM                         | Borås       |
| 94,6 MHz  | Sveriges Radio P2               | Borås       |
| 97,9 MHz  | Sveriges Radio P3               | Borås       |
| 101,1 MHz | Rockklassiker                   | Borås       |
| 102,3 MHz | Rix FM                          | Borås       |
| 102,9 MHz | Sveriges Radio P4 (P4 Sjuhärad) | Borås       |
| 104,1 MHz | Puls FM                         | Bollebygd   |
| 105,5 MHz | Mix Megapol Göteborg            | Borås       |
| 107,1 MHz | NRJ                             | Borås       |

### Tidningar
- Borås Tidning

Nedlagda tidningar :
- Borås Weckoblad
- Borås Nya Tidning
- Borås Aftonblad
- Borås Dagblad
- Borås Folkblad

- Boråskuriren
- Boråsposten
- Borås Nyheter
- Borås Nyheter (1990)
- Västgötademokraten
- Sjuhäradsbygdens Tidning
- Borås nu
- XtraBorås
- Borås DLY

## Sport

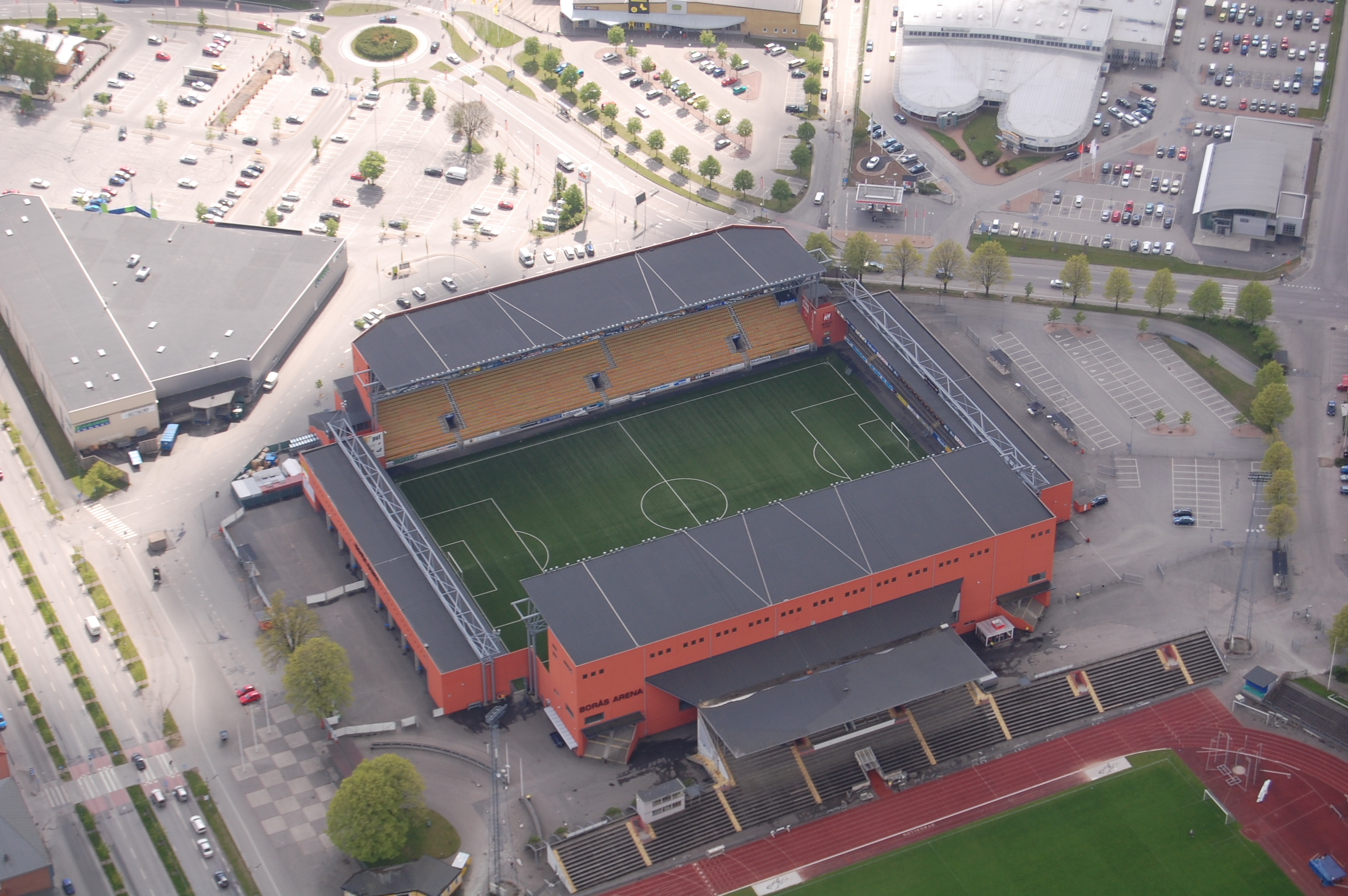
Borås Arena

Stadens mest framgångsrika fotbollslag är IF Elfsborg, vars herrlag tillhör Sveriges mest framgångsrika. De spelar, liksom Norrby IF (som vanligen spelat något snäpp längre ner i seriesystemet) sina matcher i Borås Arena, som har en kapacitet på 16 200 åskådare. Borås Basket har spelat i både Basketligan herr (sedan 2007/2008) och i Basketligan dam (under säsongen 2021/2022). De spelar, liksom många andra lag i flera olika idrotter, sina hemmamatcher i Boråshallen, som har en kapacitet på 2 500 åskådare. IK Ymer har omkring 1 400 medlemmar och verksamhet i ett stort antal sporter med flera framgångsrika lag och individuella utövare. Till de senare hör amatörvärldsmästaren i cykel Harry Snell.

### Övriga arenor och hallar (urval)
| - Bodavallen - Borås Ishall - Borås simarena - Borås Tennis- och Boulecenter - Brämhults IP - Götavallen - Hedvigsborgs IP | - Kransmossens IP - Ramnavallen - Ryahallen - Ryavallen - Ryda Sportfält Idrottsplats - Sagavallen - Sjuhäradshallen - Sjöbovallen |

### Övriga klubbar (urval)
| - Bergdalens IK, fotbollsklubb - Borås AIK, fotbollsklubb med omfattande ungdomsverksamhet - Borås Basket, basketklubb i Svenska basketligan - Borås Bågskyttesällskap - Borås GIF, stor idrottsförening med många sporter och ett stort antal aktiva - Borås golfklubb - Borås Hockey, ligger i HockeyEttan Södra - Borås Judoklubb - Borås Rhinos AFK, amerikansk fotbollsklubb - Borås Rugby Football Club/Borås Ravens, rugbyklubb - Borås segelflygklubb, landets näst största segelflygklubb. - Borås Segelsällskap - Borås Tennisklubb - Byttorps IF, fotboll, handboll och bordtennis - Brämhults IK, fotboll - Elfsborgs Tennisklubb - FMCK Borås, förening med sporterna motocross, enduro och trail. Stor barn- och ungdomsverksamhet. Även sektion för MC-ordonnans. | - FC Ibra, futsal. - Hestra IF, orienterings- och skidklubb från Ekås med drygt 600 medlemmar - IBK 7-Härad, Innebandyklubb som spelade i division 1 södra, föreningen lades ner 2009 - KFUM Borås Tennis - Kronängs IF - Mariedals IK, främst bordtennis och fotboll - Musketeers Funky Cheer (MFC), cheerleading och cheerdans - Norrby IF, fotbollsklubb bildad 1927, division 1 södra - Sandareds Innebandysällskap, innebandy division 1 - SK Elfsborg, simklubb, en av Borås största föreningar - Öresjö SS, Borås äldsta idrottsklubb - också benämnt ÖSS i dagligt tal, inte sällan syftande på klubbens roddsektion - Östra Stadsgränsens Tennisklubb, ÖSTK, tennis och bordtennis - Somali FF, fotbollsklubb från stadsdelen Norrby |

## Sevärdheter

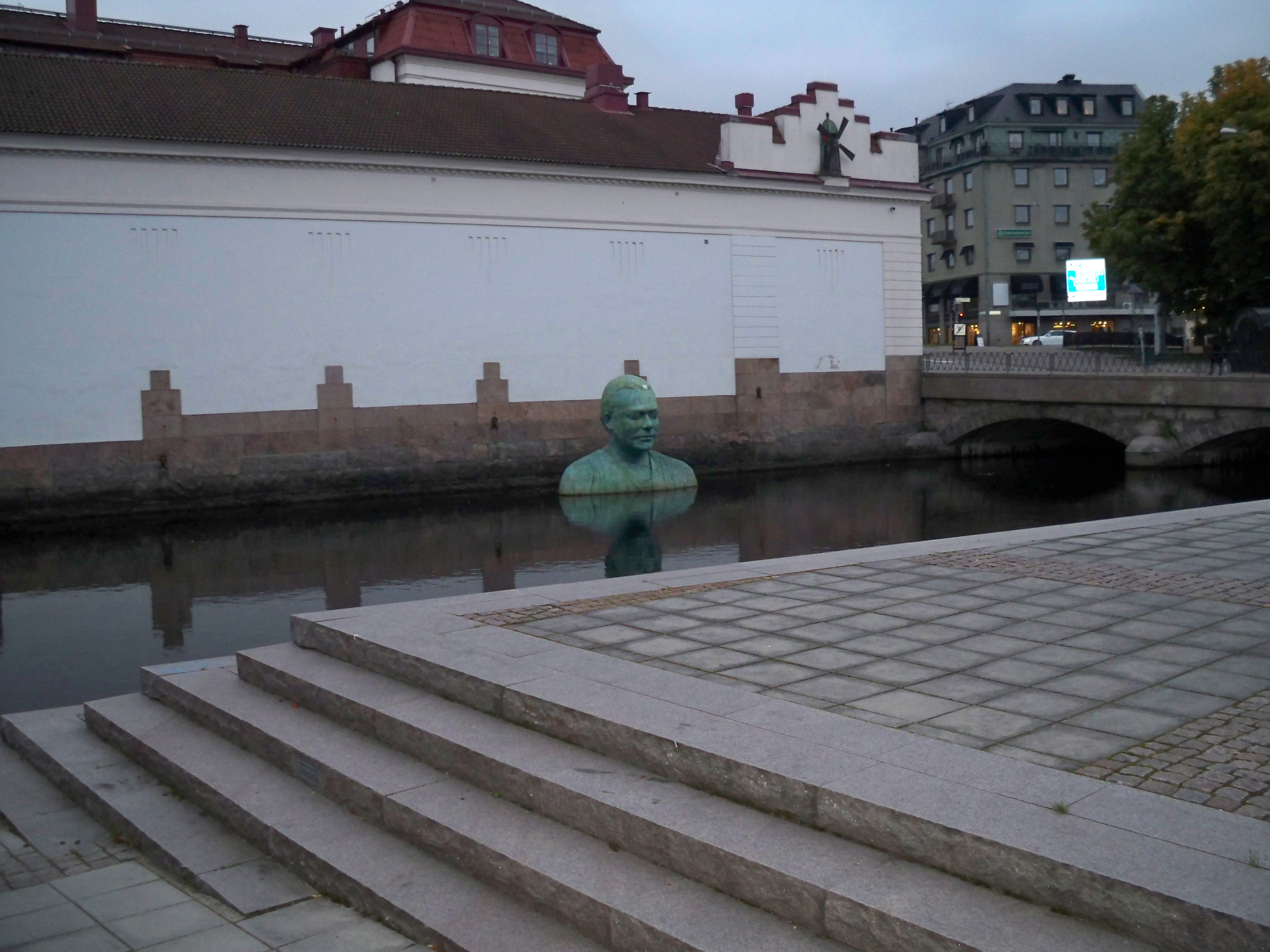
Fredrik Wretmans bronsbyst Bodhi (2004) i Viskan längs Röda Kvarns filmduksvita och fönsterlösa långsida.

| - Alidebergsbadet - Almenäs badplats - Biografen Röda Kvarn - Bodhi - Borås Arena - Borås djurpark - Borås Flygplats - Borås simarena - Borås Stadsteater | - Ramnakyrkan - Ramnaparken - Ramnasjöns fågelkoloni - Rya åsar - Stadsparksbadet - Vattentornet - Viaredssjön - Walking to Borås - Älvsborgsteatern |

### Fotnoter
1. 1 2  Statistiska tätorter 2023, befolkning, landareal, befolkningstäthet per tätort, SCB, 28 november 2024, läs online.[källa från Wikidata]
2. ↑  Land- och vattenareal per den 1 januari efter region och arealtyp. År 2012–2019, SCB, 21 februari 2019, läs online.[källa från Wikidata]
3. ↑  Folkmängd och befolkningsförändringar - Kvartal 1, 2025, SCB, 13 maj 2025, läs online.[källa från Wikidata]
4. ↑  Befolkning i tätorter 1960-2010, SCB, läs online, läst: 28 november 2013.[källa från Wikidata]
5. ↑  Kodnyckel för SCB:s statistiska tätorter och småorter - Koppling mellan gammalt och nytt kodsystem, SCB, 11 november 2021, läs online.[källa från Wikidata]
6. ↑  ”Textilstaden Borås”. Borås - allt du behöver veta om staden. Arkiverad från originalet den 9 november 2019. https://web.archive.org/web/20191109114119/https://www.boras.com/sv/textilstadenboras/. Läst 9 november 2019.
7. 1 2 3  Svensk uppslagsbok, andra upplagan 1947
8. ↑  Millqvist, F., Borås första storhetstid, (1991), s. 9, 17
9. ↑  ”Borås stad, 1621 eller 1622?”. Arkiverad från originalet den 2 mars 2012. https://web.archive.org/web/20120302150812/http://www.boras.se/forvaltningar/kommunledningskansliet/kommunledningskansliet/omboras/omboras/borashistoria/borashistoria/1621eller1622.4.7243a9a4125d5ad4db1800032865.html.
10. ↑  Håkansson (2 september 2016). ”Polisen: Hässleholmen är ett av Sveriges mest utsatta områden”. https://www.svt.se/nyheter/lokalt/vast/polisen-hassleholmen-ar-ett-av-sveriges-mest-utsatta-omraden. Läst 24 december 2019.
11. ↑  Berg (2004), s. 378
12. ↑  Andersson, Per (1993). Sveriges kommunindelning 1863–1993. Mjölby: Draking. Libris 7766806. ISBN 91-87784-05-X
13. 1 2  ”Förteckning (Sveriges församlingar genom tiderna)”. Skatteverket. 1989. http://www.skatteverket.se/privat/folkbokforing/omfolkbokforing/folkbokforingigaridag/sverigesforsamlingargenomtiderna/forteckning.4.18e1b10334ebe8bc80003999.html. Läst 17 december 2013.
14. ↑  Elsa Trolle Önnerfors: Domsagohistorik - Borås tingsrätt (del av Riksantikvarieämbetets Tings- och rådhusinventeringen 1996-2007)
15. ↑  ”Statistiska centralbyrån - Folkmängd i tätorter 1960-2005”. Arkiverad från originalet den 23 juni 2011. https://www.webcitation.org/5zewoamwt?url=http://www.scb.se/statistik/MI/MI0810/2005A01x/MI0810_2005A01x_SM_MI38SM0703.pdf. Läst 13 december 2010.
16. ↑  ”Om Svenska kyrkan i Borås”. svenskakyrkan.se. https://www.svenskakyrkan.se/boras/om-oss. Läst 18 maj 2017.
17. ↑  Samuelsson, Karin (27 juni 2008). ”Borås muslimer får ny moské”. Borås Tidning. Arkiverad från originalet den 27 december 2019. https://web.archive.org/web/20191227115503/http://www.bt.se/boras/boras-muslimer-far-ny-moske/. Läst 27 december 2019.
18. ↑  ”Mellan salafism och salafistisk jihadism – påverkan mot och utmaningar för det svenska samhället (PDF länk)”. www.fhs.se. sid. 106-107. https://www.fhs.se/arkiv/nyheter/2018-06-28-mellan-salafism-och-salafistisk-jihadism---paverkan-mot-och-utmaningar-for-det-svenska-samhallet.html. Läst 27 december 2019.
19. ↑  http://www.mittresvader.se/l/sverige/klimat-boras-temperaturer-vattentemperatur.php
20. ↑  ”Gina Tricot”. ginatricot.com. http://www.ginatricot.com/cse/sverige/foretaget/karriar/csecontent-csecorporate-csecorporatework-p1.html. Läst 18 maj 2017.
21. ↑  Foldern Det hände i Borås, Borås Stads verksamheter och resultat under 2010. Produktion; Stadskansliet, Borås Stad (2011).
22. ↑  Örebro Privatbank Arkiverad 26 april 2021 hämtat från the Wayback Machine., Post- och Inrikes-Tidningar, 1 februari 1848
23. ↑  1856-1860 Älvsborgs län - BISOS H. Kungl. Maj:ts befallningshavandes femårsberättelser. Ny följd. 1. Landshövdingeämbetets uti Älvsborgs län underdåniga berättelse för åren 1856-1860, s. 21
24. ↑  1866-1870 Älvsborgs län - BISOS H. Kungl. Maj:ts befallningshavandes femårsberättelser. Ny följd. 3. Åren 1866-1870. Älvsborgs län, s. 18
25. ↑  1896-1900 Älvsborgs län - BISOS H. Kungl. Maj:ts befallningshavandes femårsberättelser. Ny följd 9. Åren 1896-1900. Älvsborgs län, s. 34
26. ↑  Sydsvenska kreditaktiebolaget i Svensk rikskalender 1908
27. ↑  AB Jordbrukarbankens kontor den 30/11 1949 Arkiverad 11 april 2021 hämtat från the Wayback Machine., Utredning angående överflyttning av viss del av Riksbankens rörelse till en statlig affärsbank m.m., SOU 1950:6, s. 49-50
28. ↑  Omfattande filialbyten affärsbankerna emellan, Svenska Dagbladet, 13 juli 1949
29. ↑  ”Daltorpskolans profiler”. Borås Stad. 12 september 2018. Arkiverad från originalet den 24 november 2018. https://web.archive.org/web/20181124162447/https://www.boras.se/utbildningochforskola/grundskola/grundskolor/daltorpskolan/omskolan/daltorpskolansprofiler.4.3a190f22158fdcf7b0c1b98f.html. Läst 24 november 2018.